# دارلين ليم
دارلين سزي شين ليم هي عالمة بيولوجيا أرضية وبيولوجيا فلكية تقوم بتحضير رواد الفضاء لدى وكالة ناسا للاستكشاف العلمي للقمر، الفضاء العميق، والمريخ.
تتضمن خبرتها إعداد البعثات البشرية في بيئة مشابهة لبيئة المريخ، حيث تعمل المناظر الطبيعية المتطرفة كالبراكين والصحاري في القطب الشمالي كبديل فيزيائي وعملي لمختلف الأجسام الكوكبية. أصبحت شخصية عامة رائدة في استكشاف المريخ بعد أن قدمت مهامها علنًا في المؤسسات الأكاديمية والمناسبات العامة في جميع أنحاء العالم. ناقشت عملها أيضًا مع مجموعات إعلامية مختلفة مثل الإذاعة الوطنية العامة (NPR) ومجلة ذا نيويورك تايمز وواشنطن بوست.

## لمحة عامة
تعتبر ليم الجيل الكندي الأول لوالديها اللذان  هاجرا من سنغافورة حيث ولدت في كينغستون- كندا. كانت ليم في نشأتها «تمضي وقتها في جبال الروكي الكندية، وتشاهد جاك كوستو على شاشة التلفاز.»  درست علم الأحياء أثناء الدراسة الجامعية بجامعة كوينز، وتعزو الفضل للبروفيسور جون ب. سمول في تنمية اهتمامها بعلم المسطحات المائية الداخلية ودراسة البحيرات والبرك. أكملت ليم شهادة الدكتوراه في الجيولوجيا من جامعة تورونتو. كانت تعمل مسبقًا في مشاريع برعاية ناسا مثل مشروع هوتون- المريخ الذي تضمن دراسة فوهات الاصطدام قي القطب الشمالي باعتبارها بيئة تحاكي بيئة المريخ. أصبحت باحثة بعد الدكتوراه مع كريستوفر مكاي في مركز أميس للأبحاث التابع لناسا في عام 2004، وأصبحت فيما بعد عالمة وقائدة مشروع في فريق عمل ناسا.

## الظهور العام

### في وسائل الإعلام العامة
أجرت ليم خلال سنوات الدكتوراه العشرات من المقابلات الإذاعية مع إذاعة سي بي سي. كان عمل ليم من عام 2008 وحتى عام 2009 جزءًا من برنامج «بولار بالوزا: قصص من كوكب متغير» وهو برنامج متنقل برعاية المؤسسة الوطنية للعلوم (NSF) وناسا. كانت الضيفة الرئيسية في بودكاست أميس التابع لناسا في عام 2016. ظهرت صورة المستعمرة المحاكية للمريخ التي نفذتها في هاواي (BASALT) في صحيفة شيكاغو تريبيون. ظهرت ليم على شاشة (SAGANet / SpaceTv) في برنامج«اسأل عالمًا فلكيًا!»، وهو برنامج كان يعرض في عام 2017. استُضيفت مرتين على إذاعة ""Science Friday في عام 2018 حيث شاركت في مقطع مدته 25 دقيقة حول استكشاف البراكين المغمورة في البحر؛ استمع لهذا المقطع أكثر من مليون مستمع. شاركت ليم في لجنة حدود الحياة في الفضاء (Frontiers for Life in space) في مختبر وسائل الاعلام التابع لمعهد ماساتشوستس للتكنولوجيا (MIT Media lab). [20][21] كانت حكم في مسابقة HP "Home Mars" VR في عام 2018، وستقدم في عام 2019 المحاضرة الافتتاحية لمعهد ناسا للأبحاث القمرية المسمى حديثًا باسم معهد أبحاث استكشاف النظام الشمسي SSERVI .

## الخدمة التطوعية
تعمل ليم في المجلس الاستشاري لاستكشاف المحيطات التابع لـلإدارة الوطنية للمحيطات والغلاف الجوي (NOAA). عملت كعالمة مقيمة في برنامج «مارسفيل» التابع للحكومة الكندية من عام 2000 وحتى عام 2002. خدمت كذلك من عام 2009 وحتى عام 2015 كرئيس مشارك مجموعة تحليل برنامج استكشاف المريخ- الهدف الرابع (التحضير للاستكشاف البشري).
أسست ليم ملجأ منزل عائلة هافن الذي مكّن ناسا والباحثين الأكاديميين من إجراء برامج تثقيفية وتواصلية مع أطفال مقيمين في منطقة خليج سان فرانسيسكو.

## البحث والاستكشاف
اتخذت ليم مسارًا غير تقليدي بلا شك؛ حيث اختارت المخابر الحكومية وأبحاث الفضاء الموجهة للعامة عوضًا عن العمل الأكاديمي التقليدي. استكشفت ليم -بصفتها خبيرة في علم الأحياء الفلكية- البيئات القاسية في جميع أنحاء العالم؛ هاواي  وفلوريدا والقطبين الشمالي والجنوبي.
يأمل باحثون –مثل ليم- اكتساب نظرة ثاقبة حول الظروف التي قد يواجهها المستكشفون البشريون على المريخ أو الكواكب الأخرى من خلال دراسة البيئات القاسية على الأرض. يمكن مقارنة المتطلبات المادية والعقلية والعملية الموجودة في العلوم الميدانية الحقيقية والاستكشاف في ظل الظروف القاسية مع نظيراتها الموجودة في مهمات استكشاف الفضاء؛ الأمر الذي يتيح لرواد الفضاء فرصةً للتدريب ويمنح القدرة على تطوير واختبار بروتوكولات وتقنيات العمل كفريق.
كانت ليم في عام 2000 أحد أعضاء الفريق الذي افتتح أول مستعمرة تحاكي كوكب المريخ في منطقة القطب الشمالي، وهي محطة" Flashline Mars Arctic Research (FMARS)". شاركت في القاعدة الموجودة في فوهة اصطدام هوتون في جزيرة ديفون،- نونافوت في عامي 2000 و2001.
أنشأت ليم في عام 2004 مشروع أبحاث بحيرة بافيليون في كولومبيا البريطانية في كندا، وهو مشروع يعمل على دراسة الخصائص الكيميائية والبيولوجية للتكوينات الجيولوجية الميكروبية تحت الماء. بحثت ليم ودرست علم المسطحات المائية الحالية والقديمة الموجودة في القطب الشمالي، وقارنت ذلك مع التغير المناخي في فترة الهولوسين، ومع السطوح المائية القديمة المحتملة في المريخ.
ذكرت زينا كاردمان في مقابلة جرت عام 2017 أنها ممتنة لليم بشكل خاص لأنها منحتها فرصة للعمل في بافيليون ليك، ولأنها أثارت اهتمامها بمشاريع علم الأحياء الفلكي التابعة لناسا.
ليم هي الباحثة الرئيسية في SUBSEA؛ وهي دراسة جيوجيوكيميائية تحاكي الحياة على كواكب أخرى. كانت ليم أحد الشخصيات الرئيسية في بعثة سفينة نوتيلوس لدراسة واستكشاف بركان لوي هاي القابع تحت الماء بالقرب من جزيرة هاواي الكبيرة. كان هذا العمل مدعومًا من قبل صندوق استكشاف المحيطات كجزء من مبادرة روبرت بالارد لاستكشاف أعماق المحيط.
يدرس هذا العمل العلوم المتعلقة بالتنقيب الآلي المستقبلي لقمري أوروبا وإنسيلادوس× وهما قمران تابعان لنظامنا الشمسي، ويعتَقَد بأنهما يحملان صفات بيئية صالحة للحياة. استكشفت ليم وزميلتها جينيفر هيلدمان في عام 2018 البيئات القاسية في أيسلندا تحضيرًا لبدء مهمة جديدة في عام 2019. تمهِّد هذه التجهيزات والتحضيرات لمهمات يُرسَل فيها أشخاص إلى القمر والمريخ في عام 2030.

## الجوائز والتكريمات
- حصلت في عام 1989 على زمالة برنامج شاد الكندي.[40]
- حصلت في عام 2003 على جائزة ديميتريس كورافاس لأفضل رسالة دكتوراه في السنة.[41]
- شملتها في عام 2013 قائمة مجلة «وايرد- WIRED» الأميركية للأذكياء.[42]
- حصلت في عام 2014 على جائزة الشرف من أميس التابعة لناسا للإنجاز الجماعي.[43]
- كانت في عام 2018 المتحدث الرئيسي في مؤتمر المرأة في الفضاء.[44]
- حصلت في عام 2019على جائزة الهواء والفضاء من جوائز المستكشفات الإناث.[23]